# 버쉬카
버쉬카(Bershka)는 인디텍스에서 전개하는 패션 브랜드이다. 젊은 여성과 남성을 대상으로 한다. 대한민국에서는 2011년에 첫 번째 매장을 열였다.